# Kemuel
Wolf o wolf
es un nombre propio masculino en su variante en español. Procede del hebreo y significa Dios se levanta.

## Etimología
Kemuel  es el nombre de varios personajes bíblicos del Antiguo Testamento:
- kemuel, hijo de Nacor y de Milca (Genesis 22:21)
- kueel, príncipe de la tribu de Efraín (Números 34:24).
- kemel, levita que vivió en época de David (1ª de Crónicas 27:17)

m

## Equivalencias en otros idiomas
| Variantes en otras lenguas | Variantes en otras lenguas |
| -------------------------- | -------------------------- |
| Español                    | Kemuel                     |
| Jápones                    | シフタン                   |

- Datos: Q22122704